# Hałasówka
Hałasówka – przysiółek wsi Boratyniec Lacki w Polsce, położony w województwie podlaskim, w powiecie siemiatyckim, w gminie Siemiatycze.
W latach 1975–1998 przysiółek administracyjnie należał do województwa białostockiego.
Wierni kościoła rzymskokatolickiego należą do parafii św. Apostołów Piotra i Pawła w Siemiatyczach Stacji.